# Новицький Павло Іванович
Новицький Павло Іванович (1888, Тельшевський повіт, Ковенська губернія — 1971). Народився у сім'ї мирового судді. Член РСДРП з 1904 р.

## З життєпису
Закінчив Петербурзький університет та Курський педінститут. З 1913 р. — викладач в Сімферополі.
1917 р. — лідер кримських меншовиків. Перший голова Сімферопольської ради робітничих депутатів, член Ради народних представників Таврійської губернії.
Декілька разів заарештовувався «білими». Після революції — завідувач відділом народної освіти у Наркоматі просвіти Кримської АСРР. Перший редактор газети «Красный Крым», згодом викладач у Таврійському університеті.
1934—1935 виключений з ВКП(б). Надалі — критик, театрознавець.
Члени Спілки письменників СРСР.

## Твори
Новицкий П. Война гражданской войне // Прибой (Севастополь). — 1917. — 9 ноября.